# Alcibíades (personaje de ficción)
El prominente estadista ateniense, Alcibíades, ha sido criticado por los antiguos escritores de comedia y aparece en varios diálogos platónicos. Disfruta de una importante vida tras la muerte, en la literatura y el arte, habiendo adquirido un estatus simbólico como personificación de la ambición y del libertinaje sexual. Continúa fascinando al mundo y figura en varias significativas obras de la literatura moderna.

## Comedia antigua

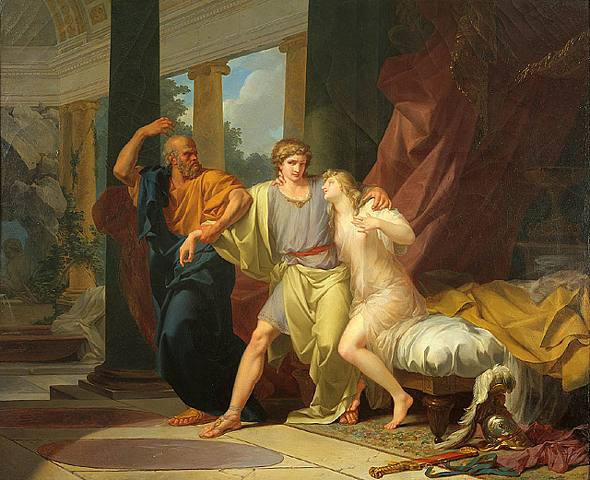
Jean-Baptiste Régnault (1754-1829): Sócrates arrancando a Alcibíades de los brazos de la Voluptuosidad, 1785.

Alcibíades provocó en sus contemporáneos temor por la seguridad del orden político. Por ello, no fue perdonado por la comedia griega antigua y las historias atestiguan una épica confrontación entre Alcibíades y Eupolis, parecida a la de Aristófanes y Cleón.
Aristófanes menciona a Alcibíades varias veces en sus obras satíricas, por ejemplo riéndose de sus discursos. Según Aristófanes el pueblo ateniense "lo anhela, y también lo odia, pero quiere su regreso". El personaje de Esquilo en Las ranas de Aristófanes ilustra la ambivalente personalidad de Alcibíades:

[No es conveniente criar a un cachorro de león en la ciudad.]
Sobre todo, no criar a un león en la ciudad. Pero, si se ha
criado, hay que adaptarse a sus maneras

Esquilo ve a Alcibíades como una poderosa creación que suscita admiración, pero como una "figura salvaje", inaceptable y peligrosa que liberó la ciudad.

## Diálogos platónicos
Alcibíades también aparece en varios diálogos socráticos:
- El Banquete donde aparece enamorado de Sócrates.
- Hay dos diálogos de la antigüedad titulados "Alcibíades", adscritos a Platón, que representan una conversación entre Sócrates y Alcibíades: El Primer Alcibíades (o Alcibiades I) y el Segundo Alcibíades (o Alcibiades II). Algunos investigadores, sin embargo, los consideran falsos.

Para Platón, Alcibíades es una personalidad extraordinaria. Lo que es extraordinario para el filósofo, no son las obras que   resultan sino la personalidad misma, especialmente esa pasión por lo que es mejor para sí mismo, lo mejor para sí mismo por encima de más allá de los cargos y honores convencionales. Para Platón, Alcibíades encarna la culminación de la política, pero esa culminación que busca una gran y casi endiosada superioridad que trasciende la política. Platón presenta a Alcibíades como un joven estudiante de Sócrates que, en lo sucesivo, sería la ruina de Atenas. Según Habinek, su aparición en el Banquete de Platón se atiene a la pauta de la literatura de Alcibíades: Alcibíades está siempre justo cuando es querido.
En su juicio, Sócrates, debe refutar el intento de hacerle culpable por los crímenes de sus antiguos estudiantes, incluyendo Alcibíades, Critias y Cármides. De ahí, que declare en la Apología: "Nunca he sido el profesor de nadie", respondiendo a circunstancias muy concretas y a acontecimientos recientes (la mutilación de los hermai, la traición de Atenas por Alcibíades en plena guerra del Peloponeso, el régimen de los Treinta Tiranos).

## Literatura posterior

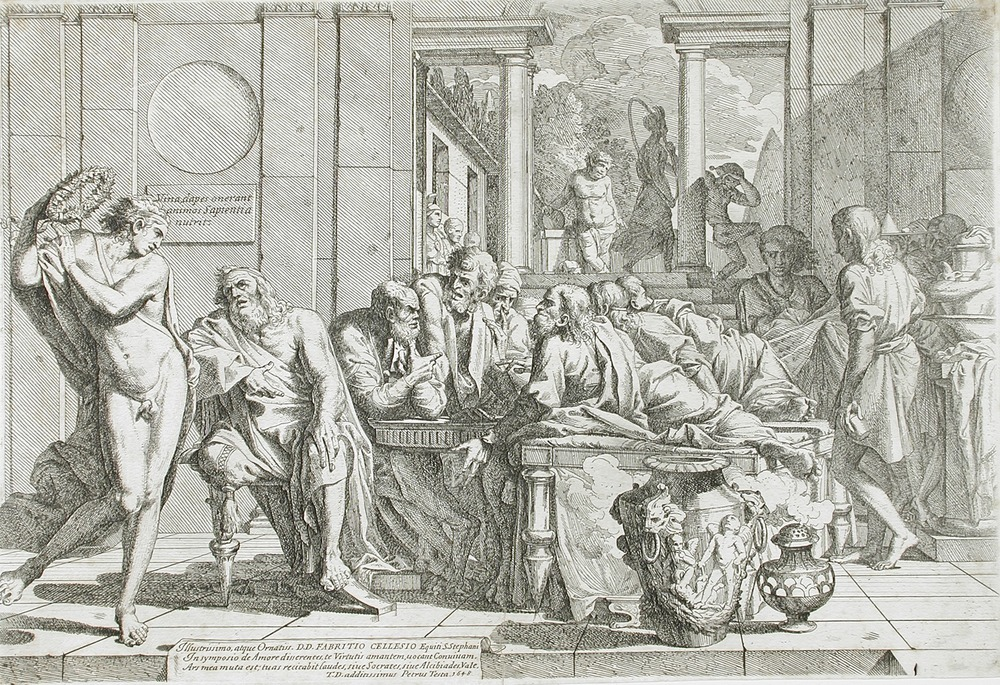
Pietro Testa (1611-1650):Alcibíades borracho interrumpiendo el Banquete (1648).

En la Edad Media y el Renacimiento obras como los Cuentos de Canterbury, el adagio de Erasmo de Róterdam Silenos de Alcibíades, El Cortesano de Baltasar de Castiglione, Gargantúa y Pantagruel de François Rabelais, los ensayos de Michel de Montaigne, Timón de Atenas de Shakespeare y la tragedia de Thomas Otway Alcibiades, Alcibiades es presentado como un dirigente militar y un estudiante de enseñanza socrática.
Alcibíades constituyó también una fuente de inspiración para ciertos novelistas modernos, especialmente aquellos que escriben novelas históricass. En On the Knees of the Gods (1908), Anna Bowman Dodd cubre la expedición de Alcibíades contra Sicilia. The Jealous Gods (1928) de Gertrude Atherton es otra novela sobre  Alcibíades y la antigua Atenas. En Vientos de guerra, Steven Pressfield, el personaje de Alcibíades surge por encima del relato, justo como el impacto que él tuvo en la guerra del Peloponeso. Invicto durante su carrera como general y almirante, la vida de Alcibíades se representa como una tragedia épica con las tensiones entre su genio y la arrogancia que fue su caída final. En la novela de Daniel Chavarría, The Eye Of Cybele, Una novela que recrea entre bastidores, los escándalos  y las intrigas políticas que ocuparon a los atenienses de las que eso habitó el ámbito familiar ateniense en la cima de la  guerra del Peloponeso; Alcibiades es el personaje principal y es retratado como uno de los más poderosos generales de Atenas y como un destacado competidor por el favor tanto de Pericles como de las masas. Alcibíades también aparece en la novela satírica Picture This de Joseph Heller.
La relación entre Sócrates y Alcibíades es central para los defensores de la efebofilia. Alcibíades es protagonista de una obra que ha sido llamada la primera novela homosexual: Alcibíades, muchacho en la escuela, del cura y filósofo Antonio Rocco.
En otras obras modernas sale Alcibíades como personaje principal:
- Peter Green, Achilles His Armour (1955),[13]
- De Romilly, Jacqueline (1996). Alcibíades o los peligros de la ambición. Barcelona: Editorial Seix Barral. ISBN 978-84-322-4762-0.
- Rosemary Sutcliff's Flowers of Adonis (1969)
- Joel Richards' nominado al Premio Nébula, el relato "The Gods Abandon Alcibiades" (Asimov's Science Fiction, febrero de 2001) texto completo (inglés)
- La novela de viaje a través del tiempo de Paul Levinson, The Plot To Save Socrates (2006)
- Sócrates de Erik Satie, una obra para voz y pequeña orquesta (o piano) (El texto está compuesto por pasajes de la traducción de Victor Cousin) de obras de Platón, todos ellos, textos escogidos que se refieren a Sócrates).
- Alcibíades, el primer griego de Josep María Albaigès.